# Wilcza Kłoda
Wilcza Kłoda – wieś w Polsce położona w województwie wielkopolskim, w powiecie konińskim, w gminie Wierzbinek, pomiędzy miejscowościami Nykiel oraz Dobra Wola. Miejscowość jest siedzibą sołectwa Wilcza Kłoda, które jest objęte terenem odkrywki węgla brunatnego „Lubstów”.
W latach 1975–1998 miejscowość administracyjnie należała do województwa konińskiego. W roku 2011 miejscowość liczyła 253 mieszkańców, w tym 124 kobiety i 129 mężczyzn.

W miejscowości znajduje się jednostka OSP, przebiega przez nią także Rurociąg naftowy Przyjaźń.